# Championnat de Suisse de football 1942-1943
Navigation
Édition précédente Édition suivante
La 46e édition du championnat de Suisse de football est remportée par le Grasshopper-Club Zurich, qui remporte aussi la Coupe de Suisse de football. C’est son douzième titre dans le championnat suisse.
Le FC Lugano termine deuxième. Le Lausanne-Sports complète le podium. 
Le système de promotion/relégation reste en place: descente automatique sans matchs de barrage pour le dernier de première division et montée par match de barrage pour les premiers des deux groupes de deuxième division. Le FC Nordstern Bâle descend en deuxième division. Il est remplacé pour la saison 1943/44 par le FC La Chaux-de-Fonds.
Lauro Amado, joueur du Grasshopper-Club Zurich finit meilleur buteur du championnat avec 31 buts.

## Les clubs de l'édition 1942-43
| Club                    | Ville      |
| ----------------------- | ---------- |
| BSC Young Boys          | Berne      |
| Cantonal Neuchâtel      | Neuchâtel  |
| Grasshopper-Club Zurich | Zurich     |
| FC Bâle                 | Bâle       |
| FC Biel-Bienne          | Bienne     |
| FC Granges              | Granges    |
| FC Lucerne              | Lucerne    |
| FC Lugano               | Lugano     |
| FC Nordstern Bâle       | Bâle       |
| FC Saint-Gall           | Saint-Gall |
| FC Zurich               | Zurich     |
| Lausanne-Sports         | Lausanne   |
| Servette FC             | Genève     |
| Young Fellows Zürich    | Zurich     |

## Compétition

### Classement
Le classement est établi sur le barème de points classique (victoire à 2 points, match nul à 1, défaite à 0).
| Rang | Équipe                  | Pts | J  | G  | N | P  | Bp | Bc | Diff |
| ---- | ----------------------- | --- | -- | -- | - | -- | -- | -- | ---- |
| 1    | Grasshopper-Club Zurich | 44  | 26 | 19 | 6 | 1  | 91 | 22 | +69  |
| 2    | FC Lugano               | 35  | 26 | 15 | 5 | 6  | 67 | 33 | +34  |
| 3    | Lausanne-Sports         | 34  | 26 | 15 | 4 | 7  | 45 | 36 | +9   |
| 4    | BSC Young Boys          | 31  | 26 | 12 | 7 | 7  | 46 | 33 | +13  |
| 5    | Cantonal Neuchâtel      | 28  | 26 | 13 | 2 | 11 | 50 | 45 | +5   |
| 6    | Servette FC             | 27  | 26 | 12 | 3 | 11 | 59 | 44 | +15  |
| 7    | FC Granges              | 27  | 26 | 11 | 5 | 10 | 47 | 39 | +8   |
| 8    | FC Saint-Gall           | 26  | 26 | 12 | 2 | 12 | 43 | 53 | -10  |
| 9    | FC Biel-Bienne          | 20  | 26 | 8  | 4 | 14 | 33 | 45 | -12  |
| 10   | Young Fellows Zurich    | 20  | 26 | 6  | 8 | 12 | 36 | 43 | -7   |
| 11   | FC Zurich               | 20  | 26 | 9  | 2 | 15 | 38 | 71 | -33  |
| 12   | FC Lucerne              | 18  | 26 | 6  | 6 | 14 | 31 | 45 | -14  |
| 13   | FC Bâle                 | 18  | 26 | 7  | 4 | 15 | 29 | 57 | -28  |
| 14   | FC Nordstern Bâle       | 16  | 26 | 5  | 6 | 15 | 25 | 64 | -39  |

|  | Champion de Suisse |
|  | Relégation         |

## Bilan de la saison
| Tableau d'Honneur                 |                         |
| Compétition                       | Vainqueur               |
| Championnat de Suisse de football | Grasshopper-Club Zurich |
| Coupe de Suisse de football       | Grasshopper-Club Zurich |

| Promotions et relégations |                      |
| Promus                    | FC La Chaux-de-Fonds |
| Relégués                  | FC Nordstern Bâle    |

## Statistiques

### Meilleur buteur
- Lauro Amado, Grasshopper-Club Zurich, 31 buts